# Márcia Mafra
Marcia Yajgunovitch Mafra (São Paulo, 26 de agosto de 1947 — ?, 26 de junho de 2011) foi uma socióloga brasileira.
Militante da ALN (Ação Libertadora Nacional), ficou presa no início da década de 1970 e foi neste período que conheceu Dilma Rousseff.
No final de década de 1980, fez parte do grupo que fundou o PT (Partido dos Trabalhadores).
Foi assessora da ministra Dilma, tanto no Ministério de Minas e Energia como na Casa Civil, tratando de questões do PAC (Programa de Aceleração do Crescimento).
Morreu no dia 26 de junho, aos 63, em decorrência de uma trombose.